# Лакримоса (група)
„Лакримоса“ (Lacrimosa) е музикална група от Швейцария, състояща се от 2 души – основателя, композитор и вокалист Тило Волф от Германия и вокалистката и клавиристка Ан Нурми от Финландия.
Групата пее предимно на немски език, по-рядко на английски, а също на фински (например, песента Vankina от сингъла Der Morgen Danach, първият куплет на The Turning point и встъплението на песента Schakal) и латински (фрагменти от песните Mutatio Spiritus и Sanctus). В руската версия на песента I Lost My Star припевът е изпълнен на руски, мексиканското издание на албума Echos съдържа версия на трека Durch Nacht und Flut с фрагменти на испански език.

## Наименование
Тило така обяснява произхода на названието на своята група:
| „ | По-рано е имало меси, които са писани по повод на спечелена война или коронация, меси по повод смърт и т.н. Тези меси имали строги съставни части, които трябва да присъстват винаги. Лакримоса – това в част от реквиема. Името произхожда от латинското Lacrima – сълзи, и mosa – течащи, а прекият превод „течащи сълзи“ означава тъжен, „тягостен“, „страдащ“. Аз обичам да слушам Моцарт, който е написал Реквием, поръчан от анонимен поръчител. Историята разказва, че чувствайки се зле здравословно авторът го е написал за себе си, с което да завърши творческия си път. Вечерта след завършването на Лакримосата провежда репетиция с оркестъра, след което губи сили и умира. | “ |

Lacrimosa е частта, която започва строфата Lacrimosa dies illa – „пълен е със сълзи този ден“.

## Музикален стил
Lacrimosa започва през 1990-те с музикалния стил дарк уейв. В това направлене са издържани първите три студийни албума на групата: Angst, Einsamkeit и Satura. С четвъртия албум, Inferno, е извършена замяна на стила с готик метал. За записа на албума Stille Lacrimosa са привлечени и оркестри, във връзка с което са смесени стиловете готик и симфоничен метал. Schattenspiel, явявайки се сбор от песни, написани през историята на съществуването на Lacrimosa, съдържа композиции, издържани както в дарк уейв стилистиката, така и в духа на готик метала и симфоник метала.
Самият Тило Волф не е съгласен с определението на неговата музика като готик рок/готик метал:
| „ | Тези стилове може би подхождат за някои песни, но това не означава, че това е така по отношение на Lacrimosa като цяло! Да допуснем, албумът Revolution започва със симфонически рок (Irgendein Arsch ist immer unterwegs) през електрониката (Refugium), и ние виждаме рок ен рол (Feuerzug) и електроник метал (Revolution). Аз не съм слуга на имиджа! Искам да правя музика, а не да остарея в един и същи стил! | “ |

.

## Състав на групата
- Тило Волф – вокал, клавишни, тромпет (от 1990 г.) (Snakeskin)
- Анне Нурми – вокал, клавишни (от 1994 г.) (Two Witchs)
- Йенц Леонхард – бас китара, беквокал (от 2006 г.) (Iron Savior, Stormwarrior, Savage Circus)
- Себастиан Хаусман – китара по време на концерт (1994 г., от 2005 г. насам)
- Ян Ярлунд – китара по време на концерти (1994 – 1995, от 2005 г. насам)
- Йоахим Кюстнер – китара по време на концерти (от 1999 г.)
- Рюдигер Дрефейн – барабани на концерти (от 1995 г.)
- Хенрик Флиман – китара по време на концерт (2012 г.) (Evil Masquerade)
- Жулиен Шмит – барабани на концерти (2012 г.)
- Саша Гербиг – китара (2007 г.)
- Джай П. – бас китара (2007 г.)
- Артуро Гарциа – барабани на концерти (2007 г.)
- Милле Петроза – китара (2007 г.) (Kreator)
- Готфрит Кох – китара (2007 г.)
- Стефан Швартцман – барабани (2007 г.) (Accept)
- Манне – барабани (2007 г.) (Lotto King Karl)

## Оформление
Всички обложки на изданията на групата са издържани в черно-бели тонове и резонират с логото.
| „ | Основен персонаж на всички рисунки е Арлекин. Той е и нашето лого. Този клоун е своеобразен символ на някои комически изображения в нашата музика. Той съединява всичките тези чувства, които са налични и в нашето творчество. С оформлението на всички наши дискове се занимава художника Штелио Диамантопоулос. Неговите черно-бели рисунки винаги са построени с контраст, така като и нашите песни. | “ |

## Текстове
Тило Волф: 
| „ | Аз съвършено точно зная, какво искам да изразя с нашите текстове. Затова Lacrimosa не е група в обичайния смисъл. Нямам желание да идвам в репетиционната зала с музиканти и да провеждам експерименти. Нямам поставена задачата пред себе си да станем най-добрата група в света. Става дума за това, да имаме възможност колкото се може по-достоверно да изразя своите усещания, и в това никой не може да ми помогне. Разбира се има случаи в студиото, когато музикантите правят нещо оригинално, и ако ми хареса аз го приемам. Но това касае по-скоро аранжимента отколкото композицията. Всички текстове са основани на събития, които са се случили или с мен, или в много близкият ми кръг, в който съм свързан. Не мога да пиша текстове за случилото се с някой друг, дори това да е за някой много близък човек, ако това няма никакво отношение с мен. Аз използвам в моите текстове много образи и иносказания, които, разбира се не трябва да се разбират превратно. Не трябва да зацикляме възприемайки буквално. | “ |

Редом с немските текстове на техните дискове има и текстове на английски език.

Анне Нурми: 
| „ | Многоезичието в моите текстове е често, защото така е по-удобно да изразя своите чувства и мисли. | “ |

Тило Волф: 
| „ | Има определени текстове, които е невъзможно да бъдат изразени на немски език, защото той е много деликатен език. Той е много удобен за двусмислености, дълбока нагледност, и много добър за описване на някои неща. Още повече, това е моят роден език, и за това на него мога да изразя своите мисли. Това донякъде не се получава на другите езици, а понякога изразява други образи. Има обаче определени неща, които е невъзможно да бъдат изразени на немски, и такъв текст, като в песента Copycat, тук абсолютно би бил невъзможен на немски език, това няма да се получи. За това е прекрасно, че можеш да ползваш друг език. Въобще не разбирам музиканти, които ползват английски, и утвърждават, че придават по-голямо значение на текста, макар и наполовина да не го владеят. Впечатлението е, че те пишат на английски просто защото това просто звучи по-благозвучно. | “ |

## Hohelied Der Liebe
Песен на песните (на немски: Das Hohelied der Liebe) е композирана за смесен хор в четири части от Бено Юнеман през 2004 година, и е включена в албума с аранжимент на Лакримоса Lichtgestalt от 2005, със съпровод на Лондонския симфоничен хор и оркестър.

## История

### Clamor, Einsamkeit, Satura (1990 – 1993)
Историята на музикалния колектив Lacrimosa започва като солов проект на Тило Волф в стил дарк уейв. След демо записа на Clamor е записан и издаден дебютният албум Angst, издържан в стила дарк уейв, а после в 1992 излиза втори албум – Einsamkeit. Женският вокал в първия албум принадлежи на Юдит Хрюнинг. Албума Satura е първи релиз на Lacrimosa на който присъстват елементи на готик рока, като цяло обаче е издържан в стил дарк уейв. По заглавната композиция е заснет първия клип на групата.

### Inferno (1994 – 1996)
Това е четвърти албум на швейцарската готик метал група. Излиза в 1995 година като собствен лейбъл на Тило Волф Hall of Sermon. Албума става преломен в историята на групата, демонстрирайки окончателният преход от дарк уейв към готик рока и готик метала, започнат още в предишните релийзи. С този албум към Тило Волф се присъединява и Анне Нурми.

### Stille – Live (1997 – 1998)
В 1998 година излиза двойния концертен албум Stille – Live. Записът на този материал е от проведеното европейско турне през 1997. Подгряващи в турнето са групите Darkseed, The Gallery и Secret Discovery.

### Elodia (1999)
Албумът е прието да се счита за първата gothic metal опера и класика в стила sympho gothic metal. В записът взима участие Лондонският симфоничен оркестър, което е безпрецентно в готик метала. Текста разказва за раздялата на двама вюлбени, които озвучават Тило Волф и Анне Нурми.

### Fassade (2000 – 2001)
Релийза става едновременно на собствения лейбъл на Тило Волф – Hall of Sermon и големия немски лейбъл Nuclear Blast в 2001 година. Композициите са написани от Тило Волф, освен трека Senses, автор на който е Анне Нурми.

### Echos (2002 – 2003)
Релийза е от 27 януари 2003 г. Композициите са написани от Тило Волф, освен трека Apart, автор на който е Анне Нурми.

### Lichtgestalt (2005 – 2006)
Това е деветият албум на швейцарската готик метал група Lacrimosa. Изданието се състои на 2 май 2005 година на лейбъла Hall of Sermon.

### Sehnsucht (2008 – 2009)
През февруари 2009 на официалния сайт е обявено названието на новия албум, а също и две представяния – 8 май. По-късно, през февруари е показана и обложката. През март 2009 на официалния сайт е публикуван и списък с песните, състоящ се от 10 композиции. През втората половина на март на официалния сайт е публикуван първи триминутен откъс от първия трек на новия албум.

### Schattenspiel (2010)
На втори март 2010 година на официалния сайт на групата се появява информация за издаването на нов албум във връзка с двадесетгодишнината на колектива. Изданието е на две CD и съдържа 18 композиции, в това число не издавани ранни творби, първите демо записи от 1990 година, а също така и песни, написани специално за релиза. Изданието се състои на 7 май 2010 година. Юбилейното издание е с название Schattenspiel. Информация за това и представянето на обложката е на 20 март на официалния сайт на групата.
Първоначално трак листа на албума се състои от 17 композиции, обаче на 8 април става известно за добавянето в листа на не издавана версия на трека на Copycat.

### Revolution (2012)
На 31 май 2012 година чрез официалният на сайт Lacrimosa Тило Вольф съобщава това че, названието на поредния студиен албум на групата ще бъде Revolution. Дискът е пуснат на 7 септември 2012 година.

### Hoffnung (2015)
Работата по албума започва през януари 2015 г. В записа участва оркестър от 60 музиканти. Дискът е издаден на 6 ноември 2015 г. и е насрочен за 25-годишнината на групата. Албумът съдържа най-дългата песен в историята на групата, която надминава песента Die Strasse der Zeit от албума Stille.
На 18 и 19 септември 2015 г. в Оберхаузен и Дрезден се състоят юбилейните концерти на Lacrimosa, на които са представени песните Keiner Schatten mehr и Kaleidoskop. Турнето в подкрепа на албума, наречено Unterwelt tour, групата започва с изпълнение в Минск на 13 ноември и продължи с концерти в Русия, Китай, Тайван, Япония, Мексико, Бразилия, Германия, Белгия и редица от други страни...

### Testimonium (2017)
Групата обявява своя тринадесети студиен албум на 10 февруари 2017 г. на официалния си уеб сайт и н а страниците в социалните мрежи. Към момента на обявяването албумът е наполовина записан и излизането му е насрочено за лятото на същата година.
Дискът се казва Testimonium и представлява реквием от четири части за Дейвид Боуи, Принс и Леонард Коен – музиканти, починали през 2016 г., които са повлияли значително върху творчеството на Тило Улф. Пускането се състои на 25 август 2017 г.

### Zeitreise (2019 – 2020)
На 22 март 2019 г., по време на световното турне Time Travel, насрочено да съвпадне с 30-ата годишнина на групата, Lacrimosa издава двойна компилация Zeitreise (на немски – Time Travel). Той съдържа песни от всички години на съществуване на проекта, песента Lass die Nacht nicht über mich fallen – Reprise, чиято оригинална версия е включена в албума Testimonium, както и две нови композиции: Drei Sekunden и „В Schatten der Sonne“. Последният дава първата представа за предстоящия четиринадесети студиен албум на Lacrimosa. Включването в колекцията от песни както от миналите, така и от предстоящите албуми на групата отразява идеята за пътуване във времето.

## Етапи в пътя
- 1990: Тило Волф издава запис с Clamor, използвайки Lacrimosa като название на групата.
- 1991: Тило Волф създава звукозаписната компания Hall of Sermon, като независим лейбъл, за да издава музиката на групата.
- 1993: Анне Нурми се присъединява към групата като изпълнител на клавирните инструменти, а не след дълго време и като пълноправен член напускайки финландската готик група Two Witches.

## Дискография

### Демозаписи
- 1990 – Clamor (на латински: Шум, вик)

### Албуми
- 1991 – Angst (на немски: Страх)
- 1992 – Einsamkeit (на немски: Самота)
- 1993 – Satura (на латински: Сатира)
- 1995 – Inferno (на немски: Преизподня, ад)
- 1997 – Stille (на немски: Тишина)
- 1999 – Elodia („Елодия“)
- 2001 – Fassade (на немски: Фасада)
- 2003 – Echos (на немски: Ехо)
- 2005 – Lichtgestalt (на немски: Светъл образ)
- 2009 – Sehnsucht (на немски: Тъга)
- 2010 – Schattenspiel (на немски: Игра на сенки)
- 2012 – Revolution на немски: Революция)
- 2015 – Hoffnung („Хофнунг“)
- 2017 – Testimonium
- 2021 – Leidenschaft
- 2022 – Leidenschaft, Pt.2

### Концертни албуми и сборници
- 1998 – Live (2 CD)
- 2002 – Vintage Classix LPs
- 2007 – Lichtjahre (2 CD) (Live)
- 2010 – Schattenspiel (на немски: Театър на сенките)
- 2014 – Live in Mexico City (2 CD)

### Сингли иЕл Пи
- 1993 – Alles Lüge – CDS (на немски: Всичко е лъжа)
- 1994 – Schakal – CDS (на немски: Чакал)
- 1996 – Stolzes Herz – CDS (на немски: Гордо сърце)
- 1999 – Alleine zu zweit – CDS (на немски: Самотни заедно)
- 2001 – Der Morgen Danach– CDS (на немски: Утрото след…)
- 2002 – Durch Nacht und Flut – CDS (на немски: През нощ и потоп)
- 2005 – The Party Is Over – CDS (на английски: Празника свърши)
- 2005 – Lichtgestalten – LP (на немски: Светли образи)
- 2009 – I Lost My Star – LP (на английски: Аз загубих моята звезда)[16]
- 2009 – Feuer – CDS (на немски: Огън)
- 2010 – Sellador – LP (на испански: Уплътнител)
- 2010 – Gift – LP (на английски: Отрова)
- 2013 – Heute Nacht – LP (на немски: Тази нощ)

### Участие в други проекти
- Артист Кристиан Дерге; Албум Lycia – 1993
  - Mystische Rosenmadonna
  - Der Satyr
  - Weltschmerz
  - Kriegsvögel
- Група Illuminate; Албум Verfall – 1996
  - Love Never Dies
- Група Atrocity; Албум Non Plus Ultra – 1999
  - Siehst du Mich im Licht
- Група Kreator; Албум Endorama – 1999
  - Endorama
- Група Dreams of Sanity; Албум Masquerade – 1999
  - The Phantom of the Opera
- Група Witt; Албум Bayreuth 3 – 2006
  - Abendrot
- Група Kartagon; Албум In The Clinic – 2013
  - Messiah

## Видеография

### VHS
- 1995 – The Clips 1993 – 1995 (Клипове 1993 – 1995)
- 1997 – The Silent Clips (Тихи Клипове)

### DVD
- 2000 – The Live History (Жива (концертна) история)
- 2005 – Musikkurzfilme (Сборник видеоклипове на групата)
- 2007 – Lichtjahre (История на турнето Lichtgestalt 2005 – 2006 години)